# ロバート・ルイス・リード
ロバート・ルイス・リード（Robert Lewis Reid、1862年7月29日 - 1929年12月2日）はアメリカ合衆国の画家である。女性の人物画を多く描いた。

## 略歴
マサチューセッツ州バークシャー郡のストックブリッジ(Stockbridge)に生まれた。1884年からボストンのボストン美術館の付属美術学校(School of the Museum of Fine Arts)でエミール・オットー・グルントマンに学んだ。この学校では後に美術家のグループ「テン・アメリカン・ペインターズ」をともに設立することになるエドモンド・チャールズ・ターベル(1862-1938)やフランク・ウェストン・ベンソン(1862-1951)と知り合った。1884年からニューヨークのアート・スチューデンツ・リーグで学んだ後、1885年にパリに渡り、アカデミー・ジュリアンに入学しジュール・ジョゼフ・ルフェーブルやギュスターヴ・ブーランジェに学んだ。フランスでは印象派の画家たちが集まったベルギーのエタプルの近郊の農民の姿を題材にした。
1889年に帰国し、アート・スチューデンツ・リーグやニューヨークの学校、クーパー・ユニオンで教えた。1897年に印象派に近い10人の美術家グループ「テン・アメリカン・ペインターズ」（または「The Ten」）に参加した。1906年にナショナル・アカデミー・オブ・デザインの正会員に選ばれた。1904年から壁画制作を行った。
淡い色彩で描かれた女性像を多く描いた。

## 作品

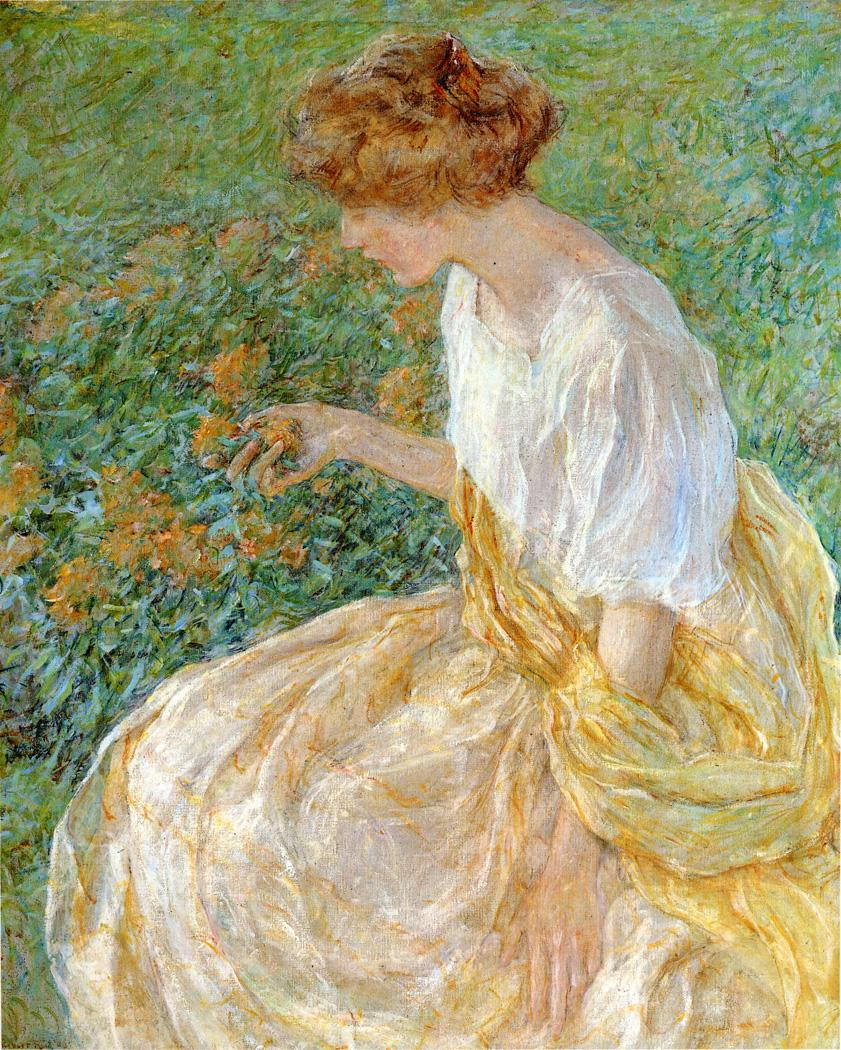
黄色い花（画家の妻）
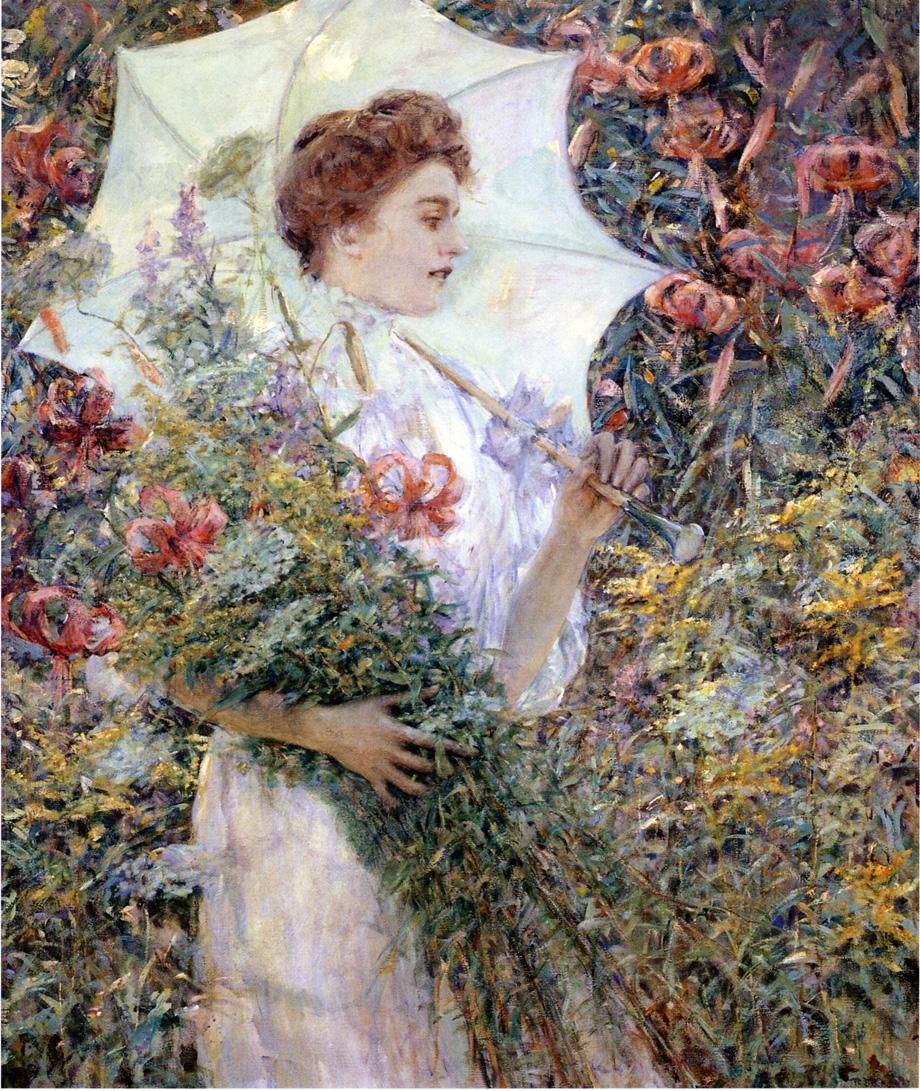
白いパラソル
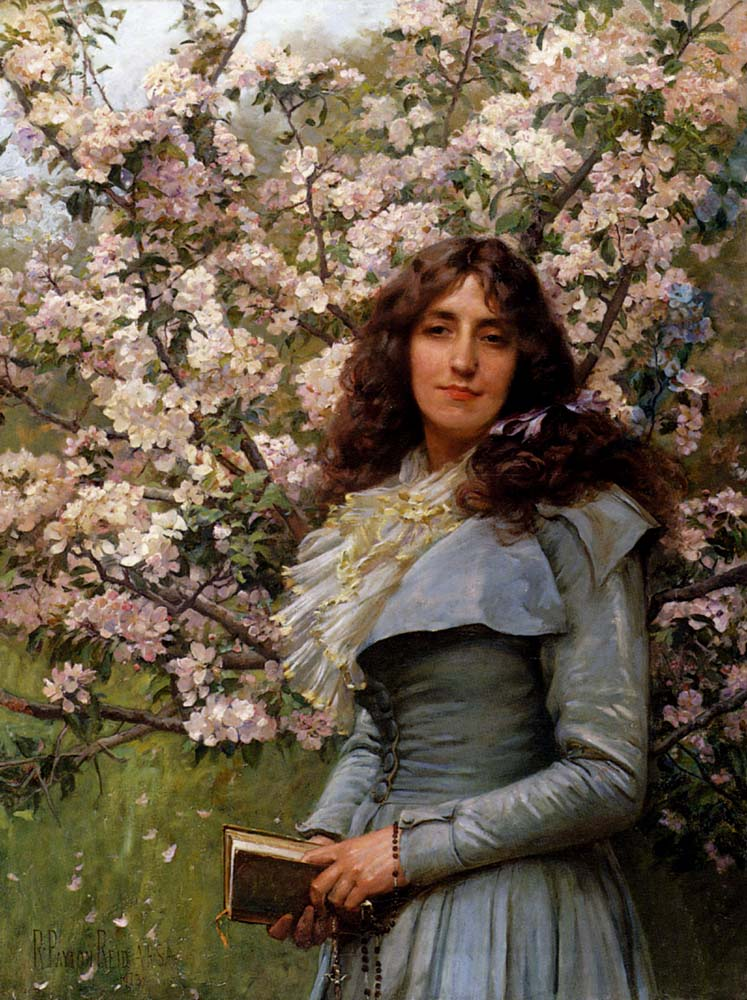
Payton Serenity
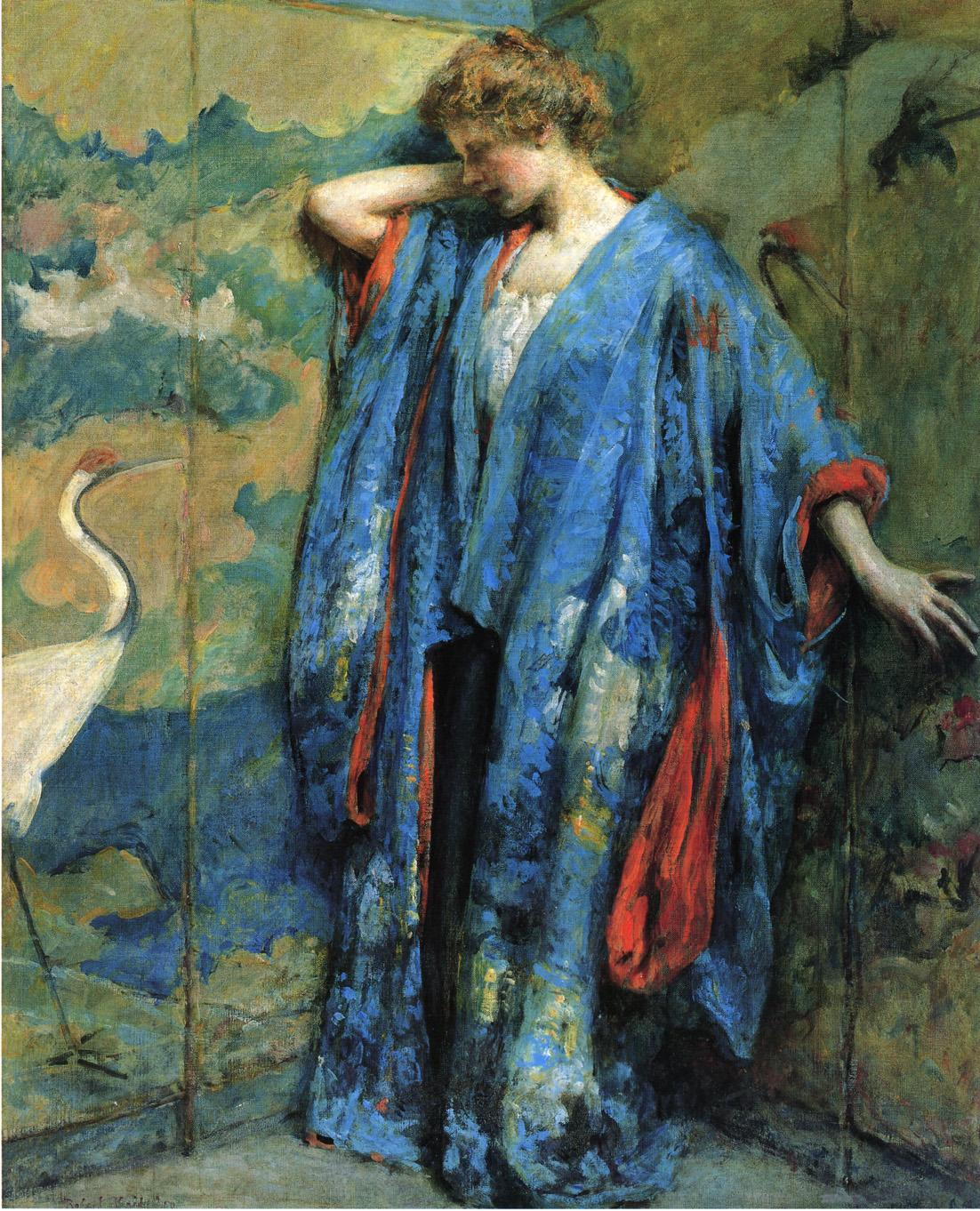
Blue and Yellow
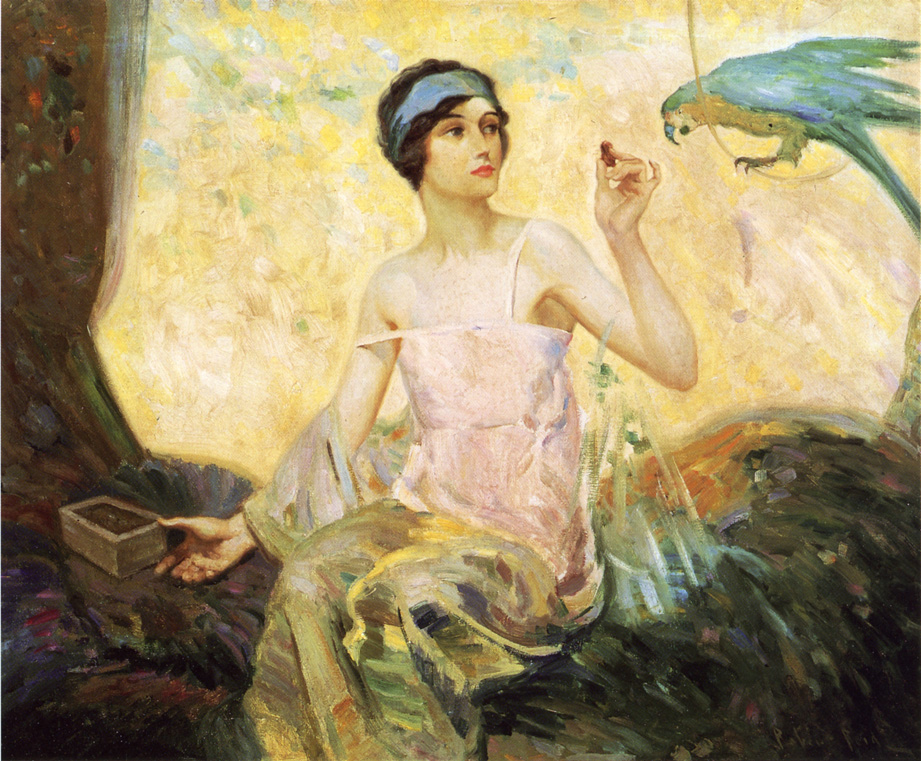
Tempting Sweets
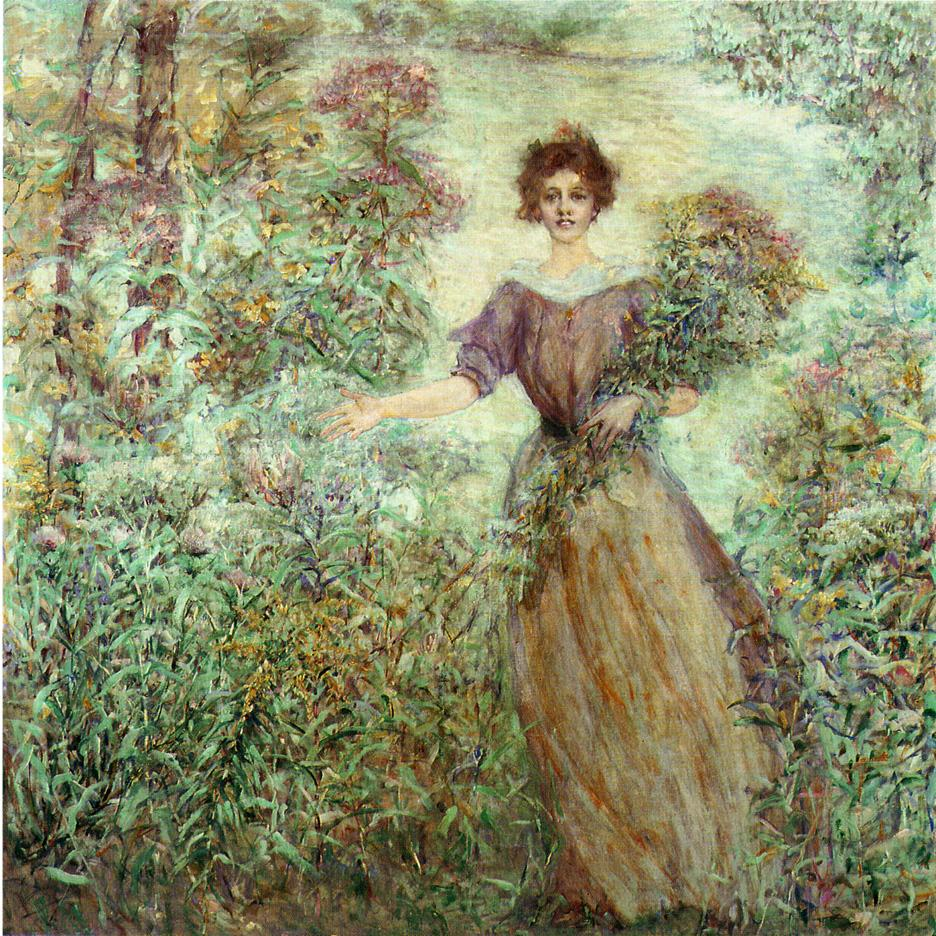
Spring Bouquet
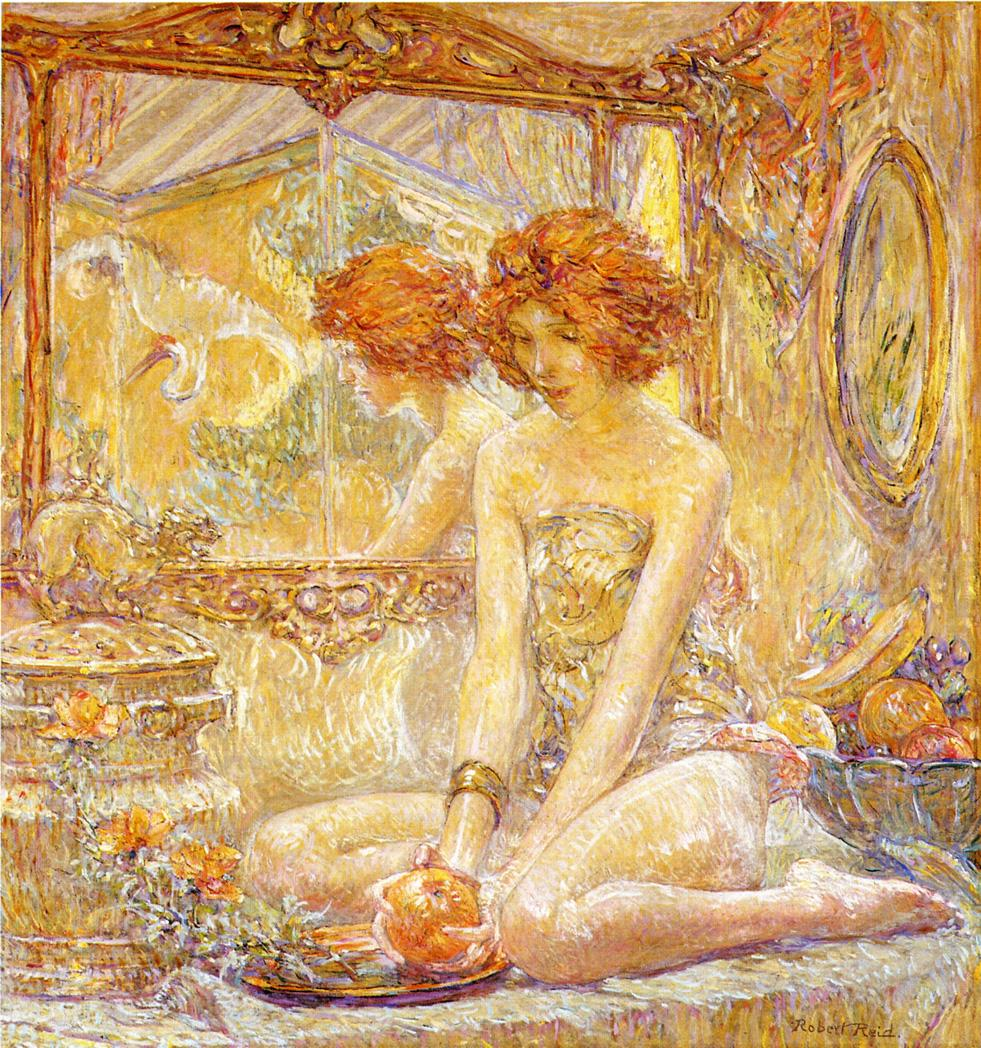
鏡
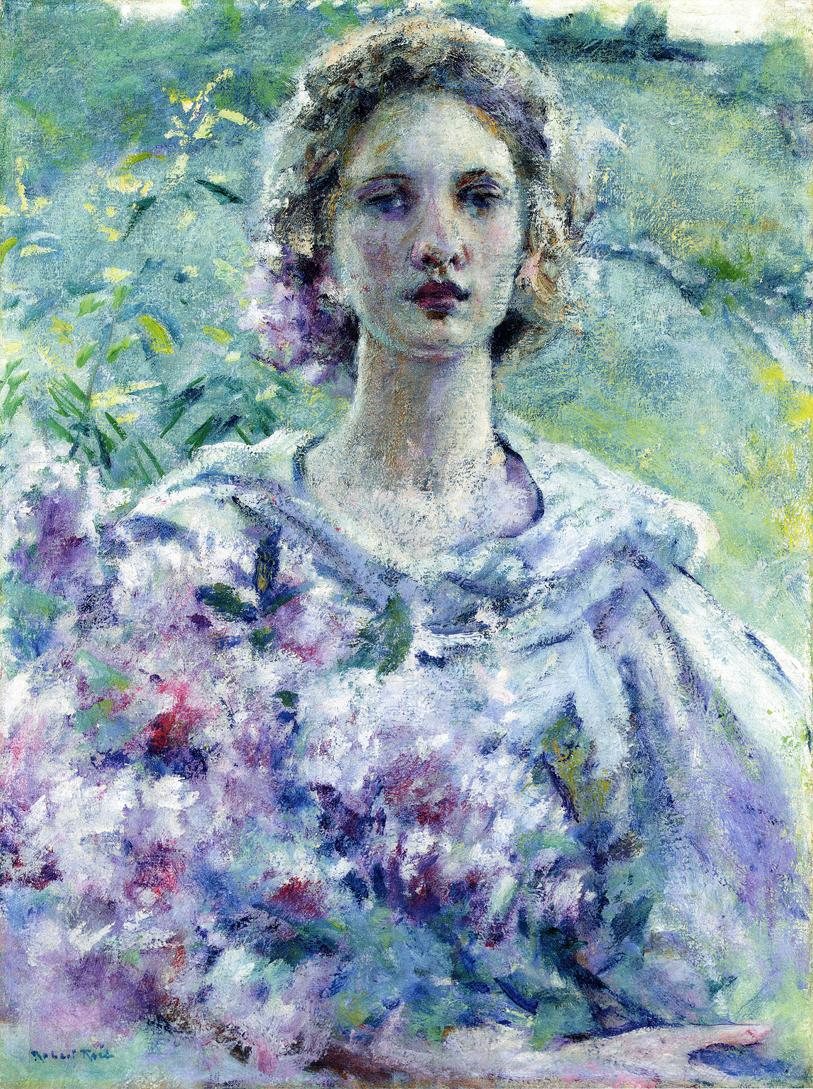
少女と花